# Slipknot (album)
Slipknot er det amerikanske alternative metal-band Slipknots debutalbum. Det blev udgivet den 29. juni 1999 af Roadrunner Records og senere genudgivet i december 1999 med en ændret sporliste på grund af en retssag mod gruppen. Det var det første af bandets albums som blev produceret af Ross Robinson, som søgte at forfine Slipknots stil fremfor at ændre den musikalske retning. 
Albummet strækker sig over en masse genrer, men er generelt blevet bemærket for dets omfattende percussionbrug og hårde lydbillede. Slipknot blev godt modtaget af både fans og anmeldere og var årsag til Slipknots voksende popularitet. Albummet nåede plads 51 på Billboard 200 og er blevet tildelt dobbelt platin i USA, hvilket gør det til bandets bedstsælgende album.

## Produktion
I 1997 efter udgivelsen af deres første demoalbum Mate. Feed. Kill. Repeat. fortsatte medlemmerne med at skrive nyt materiale og arbejde i SR Audio (et lokalt studie) med vokalisten Corey Taylor. Til at begynde med var bandets intention, at udgive endnu et demoalbum, men de kom aldrig videre end til forproduktionen. Sange som blev skrevet og indspillet i denne periode inkluderede "Slipknot", "Gently", "Do Nothing", "Tattered and Torn", "Scissors", "Me Inside", "Coleslaw", "Carve", "Windows" og "May 17th". I 1998 begyndte pladeselskaber som Epic og Hollywood Records at vise interesse for dem.
Den 29. september, 1998 forlod Slipknot Des Moines, Iowa og rejste til Indigo Ranch Studios i Malibu, Californien, spændte på at indspille et album efter lang ventetid på en pladekontrakt. De udgav en demo for at skabe større interesse blandt pladeselskaber og producere. Demoens hovedfokus lå på sporet "Spit It Out", og med hjælp fra deres manager Sophia John var det muligt for dem, at give et eksemplar af deres demo til Ross Robinson. Bandet ønskede han skulle arbejde med dem på deres debutalbum. Efter at have mødtes med gruppen, fik de en pladekontrakt med Robinsons eget pladeselskab ved navn I Am, men senere hjalp han dem med at få en kontrakt med Roadrunner Records.
Indspilningsprocessen til albummet var "utrolig aggressiv og kaotisk", da produceren, Ross Robinson, forsøgte at fange den intensitet, Slipknot skabte til deres optrædener. På tre dage var trommerne indspillet, hvilket bidrog til den rå livelyd på albummet, som gruppen anså for en væsentlig del af deres musikalske retning. Den 11. november 1998 var indspilningerne næsten fuldendte, og bandet vendte hjem til Des Moines. Ved juletid valgte Josh Brainard, som havde bidraget til alle spor på dette tidspunkt, at forlade bandet. Årsagerne til dette har været rimelig uklare, men visse rygter siger, det var tvang fra familien. Brainard afviser dog disse rygter med forklaringen: "Nogle beslutninger blev truffet, som jeg ikke var særlig tilfreds med." Hans afløser blev Jim Root, som tog med gruppen tilbage til studiet i februar 1999. Her færdiggjorde Slipknot indspilningerne med to ekstra sange: En genindspilning af "Me Inside" og et nyt spor ved navn "Purity". Miksningen var en udfordring, da Joey Jordison og producer Robinson masterede hele albummet med traditionelt udstyr i stedet for computerteknologi.
"Wait and Bleed" og "Spit It Out" som begge var med på demoen kom også med på debutalbummet Slipknot. Yderligere var sporene "Interloper" og "Despise" med på albummets digipakudgave, og "Snap" var med på soundtracket til filmen Freddy vs. Jason.

## Musikstil
Slipknots musikstil har været et meget omstridt emne, og genrerne bandet er kategoriseret under, varierer alt efter, hvilken kilde der betragtes. Alligevel er gruppens musik generelt anset for at være nu metal, mens de inddrager elementer fra mange forskellige genrer. Albummet er tydeligt påvirket af dødsmetal, og om dette har Jordinson udtalt: 
| Citat | "Rødderne er dødsmetal, thrash, speed metal og jeg kunne fortsætte med at nævne alle mulige bands." | Citat |
|       | |       |

 Albummet viser også indflydelser fra både alternativ metal og rap metal. Slipknot har en meget rå livelyd, da bandet optrådte i studiet, som de ville gøre til en koncert, som ofte er utrolig højlydt. På grund af gruppens mange medlemmer bestående af tilføjede percussionister og elektronik har albummet en meget lagdelt lyd. Alternative Press udtalte, at albummet brugte en "intensiv sampling, kreativt guitarspil, og et absolut overlæs af percussioner", mens Q beskrev albummet som et "skræmmende spektakel". Slipknot inkluderer også melodi, som er mest bemærkelsesværdigt i singlen "Wait and Bleed", der anses for at være udført med ekspertise og præcision.
På albummet optrådte Corey Taylor som vokalist. Før havde han også været med på deres anden demo, der resulterede i en pladekontrakt med Roadrunner Records. Han bidrog dog ikke til den første demo Mate. Feed. Kill. Repeat., da Anders Colsefni på dette tidspunkt havde vokalistrollen. Rick Anderson fra Allmusic bemærkede i sangen "Scissors", at Taylor "nærmest lød som om, han skulle til at græde." Taylors aggressive utilslørede sangtekster blev beskrevet som, "tekster der kan skelnes, er generelt ikke citatvenlige til en familiehjemmeside. Lad det være nok at sige, at ingen af Slipknotmedlemmerne er imponeret af deres fædre, hjemby eller noget som helst andet." "Eeyore" (et skjult spor efter "Scissors"), spiller efter en dialog mellem bandmedlemmerne, som blev indspillet i studiet, efter at have set en pornografisk scene, der involverede afføring. Sangen beskriver Taylors vrede mod en mand, der gav ham en dødstrussel under en Slipknotkoncert. Den er blevet spillet live mange gange, og er både på dvd'en Disasterpieces og livealbummet 9.0: Live.

## Modtagelse
Slipknot blev modtaget godt af både anmeldere og fans. Yderligere medførte udgivelsen en voksende popularitet, der overgik bandets egne forventninger. Anmelderen Rick Anderson fra Allmusic tildelte albummet fire ud af fem stjerner og kaldte det "et gunstigt debut" fulgt af kommentaren: "Du troede Limp Bizkit var hårde? De er the Osmonds. De her fyre er noget helt andet, og det er rimelig imponerende." Overordnet var det især albummets aggressive og hårde tone, der blev hyldet. Rolling Stone påstod at Slipknot var "metal med stort m", og Kerrang! tilføjede "råt og fuldkommen kompromisløs. Hvert spor afleverer et kraftfuldt slag til sanserne". Derudover tilføjede Q i 2001 albummet til deres liste "50 Heaviest Albums of All Time". CMJ placerede albummet som det 12. højeste "redaktionsvalg" i 1999. Albummet kom også med i bogen 1001 Albums You Must Hear Before You Die (~1001 albums du må høre inden du dør).
Singlen "Wait and Bleed" blev nomineret i kategorien Best Metal Performance til Grammyuddelingen i 2001. VH1 placerede sangen som nummer 36 af bedste metalsange til dato. Udgivelsen af albummet og den efterfølgende turné øgede bandets popularitet voldsomt. Slipknot blev det "størst sælgende metalalbum på den tid." Slipknot blev også det hurtigst sælgende debutalbum i American Soundscans historie.  Den 2. maj 2000 fik albummet platin i USA, hvilket blev den første udgivelse af pladeselskabet Roadrunner Records med denne status. I Amerika har det solgt over to millioner eksemplarer, og den 5. februar 2005 tildelte RIAA det dobbelt platin. I Canada den 10. oktober 2000 certificerede Canadian Recording Industry Association også udgivelsen platin, og yderligere den 17. oktober 2008 i Storbritannien var det British Phonographic Industry, der gav albummet platin.

### Stridighed
Kan du forestille dig en pige begravet i en kasse og have alt det liderlige lort fra denne fyr til at dryppe ned på hende? Det gør bare ondt i hovedet.

 — Corey Taylor om historien hvorfra han fik inspirationen til sangen "Purity"
Efter udgivelsen af albummet blev bandet anklaget for overtrædelse af ophavsrettighederne vedrørende teksten til sangen "Purity". Taylor var inspireret af en historie, han havde læst om en pige ved navn Purity Knight, som blev kidnappet og begravet levende. Selvom Taylor insisterede på, at han troede historien var sand, påstod forfatteren, den var fiktiv. Forfatteren protesterede mod at bruge den i sangen, og Slipknot var tvunget til at slette "Purity" og præludiummet "Frail Limb Nursery" fra sporlisten. Som et resultat af dette udgav bandet en digikpakudgave af albummet i december 1999, hvor begge spor blev erstattet med sporet "Me Inside". Alligevel spiller bandet stadig sangen til koncerter, og den er ydermere også inkluderet på deres anden dvd Disasterpieces såvel som livealbummet 9.0 Live.

## 10. jubilæumsudgave
Den 9. september 2009 udgav Slipknot et specielt bokssæt for at fejre deres 10 års jubilæum siden udgivelsen af det originale album. Udgivelsesdatoen 09/09 -09 er en reference til bandet, som består af ni medlemmer, og har bibeholdt de samme medlemmer debutalbummets udgivelse. Bokssættet vil indeholde: En cd og en dvd med i alt 25 sange, bestående af sporene fra det originale album samt andre hidtil uudgivet frasorteringer, demospor og nummeret "Purity". Dvd'en som er optaget af percussionist Shawn Crahan, indeholder optagelser af bandet i perioden 1999 og 2000 ved navn Of The Sic: Your Nightmares, Our Dreams. Dvd'en indeholder også alle tre musikvideoer fra albummet en hel livekoncert fra Dynamo Open Air i 2000 og andre "overakselser". En super deluks bokssæt udgave af genudgivelsen indeholder: En T-shirt, en lap, samlekort, nøglering og en bemærkning fra vokalist Corey Taylor.

## Sporliste
| Originale version 1. "742617000027" – 0:36 2. "(sic)" – 3:19 3. "Eyeless" – 3:56 4. "Wait and Bleed" – 2:27 5. "Surfacing" – 3:38 6. "Spit It Out" – 2:39 7. "Tattered and Torn" – 2:54 8. "Frail Limb Nursery" – 0:45 9. "Purity" – 4:14 10. "Liberate" – 3:06 11. "Prosthetics" – 4:58 12. "No Life" – 2:47 13. "Diluted" – 3:23 14. "Only One" – 2:26 15. "Scissors" – 19:16 - "Eeyore" (skjult spor) – 2:28 Genudgivelse 1. "Me Inside" – 2:39 2. "Liberate" – 3:06 3. "Prosthetics" – 4:58 4. "No Life" – 2:47 5. "Diluted" – 3:23 6. "Only One" – 2:26 7. "Scissors" – 19:16 - "Eeyore" (skjult spor) – 2:28 | USA digipak bonusspor 1. "Scissors" (redigeret) – 8:25 2. "Get This" – 2:03 3. "Spit It Out" (Overcaffeined Hyper Version) – 2:24 4. "Wait and Bleed" (Terry Date Mix) – 2:31 5. "Interloper" (demo version) – 2:18 6. "Despise" (demo version) – 3:41 7. "Surfacing" (live) – 12:39 - "Eeyore" (skjult spor) – 2:28 Internationale digipak bonusspor 1. "Scissors" (redigeret) – 8:25 2. "Get This" – 2:03 3. "Interloper" – 2:18 4. "Despise" – 17:30 - "Eeyore" (skjult spor) – 2:28 Originale digipak bonusspor 1. "Scissors" (redigeret) – 8:25 2. "Me Inside" – 2:39 3. "Get This" – 2:03 4. "Interloper" (demo version) – 2:18 5. "Despise" (demo version) – 17:30 - "Eeyore" (skjult spor) – 2:28 |

## Udgivelseshistorie
| Region              | Dato           | Pladeselskab       | Format        | Katalog     |
| ------------------- | -------------- | ------------------ | ------------- | ----------- |
| Global udgivelse    | 29. juni, 1999 | Roadrunner Records | Cd            | RR 8655-2   |
| Global udgivelse    | 29. juni, 1999 | Roadrunner Records | Digipak album | RR 8655-5   |
| Global genudgivelse | December, 1999 | Roadrunner Records | Cd            | RR 8655-8   |
| Global genudgivelse | December, 1999 | Roadrunner Records | Digipak album | RR 8655-9   |
| Japan               | December, 1999 | Roadrunner Records | Digipak album | 1686-185112 |
| USA                 | December, 1999 | Roadrunner Records | LP            | RR 8655-1   |
| USA                 | December, 1999 | Roadrunner Records | Billeddisk    | RR 8655-6   |

## Fodnoter
1. 1 2 3  Arno-pp sp. 105–10.
2. 1 2  "Slipknot Billboard Albums Charts". Allmusic. Hentet 2008-01-31.
3. ↑  "UK Top 40 Chart Archive, British Singles & Album Charts". everyhit.com. Hentet 2008-02-07.
4. ↑  "Slipknot New Zealand Charting". Charts.org. Arkiveret fra originalen 8. august 2009. Hentet 2008-02-09.
5. ↑  "Slipknot Finnish Charting". finnishcharts.com. Hentet 2008-02-09.
6. ↑  "Search for: Slipknot". DutchCharts.nl. Hentet 2008-02-07.
7. ↑  "Search for: Slipknot". SwedishCharts.com. Hentet 2008-02-07.
8. 1 2  Arno-pp 2001, s. 70–71
9. ↑  Arno-pp 2001, s. 78
10. ↑  Crampton 2001, s. 29
11. ↑  McIver, Joel (2001). Slipknot: Unmasked. Omnibus. s. 58. ISBN 0711986770.
12. ↑  Arno-pp p. 104.
13. 1 2  Arno-pp 2001, s. 82–93
14. ↑  Arno-pp sp. 112–14.
15. ↑  McIver, Joel (2003). Slipknot: Unmasked (Again). Omnibus. s. 61-63. ISBN 0711997640.
16. ↑  Crampton, Mark (2001). Barcode Killers: The Slipknot Story in Words and Pictures. Chrome Dreams. s. 35. ISBN 1842401262.
17. ↑  Arno-pp sp. 115–21.
18. ↑  D'Angelo, Joe (2003-06-30). "'Freddy Vs. Jason' Soundtrack Features Cuts From Slipknot, Sepultura, Others". MTV. Arkiveret fra originalen 29. oktober 2009. Hentet 2008-07-02.
19. 1 2  Huey, Steve. "Slipknot Biography". Allmusic. Hentet 2008-12-26.
20. 1 2  Udo, Tommy (2002). Brave Nu World. Sanctuary Publishing. s. 124. ISBN 186074415X.
21. ↑  Alternative Press. December 1999, s. 116.
22. 1 2  Q. Juli 2001.
23. 1 2  Arno-pp sp. 45–83.
24. 1 2 3  Anderson, Rick. "Slipknot album review". Allmusic. Hentet 2008-01-26.
25. ↑  Arno-pp sp. 122–23.
26. 1 2  Disasterpieces (DVD). Roadrunner Records. 2002. {{cite AV media}}: |access-date= kræver at |url= også er angivet (hjælp)
27. ↑  Shawn Crahan (Director) (2006). Voliminal: Inside the Nine (DVD). Roadrunner Records. {{cite AV media}}: |access-date= kræver at |url= også er angivet (hjælp)
28. ↑  Jenny Eliscu (2000-03-02). "Slipknot (Metal): Slipknot". Rolling Stone. Arkiveret fra originalen 19. april 2009. Hentet 2008-05-15.
29. ↑  Kerrang!, 6. november, 1999 p. 51.
30. ↑  "Editorial Picks". CMJ. 2000-01-10. s. 4.
31. ↑  Dimery, Robert (2006). 1001 Albums You Must Hear Before You Die. Universe. ISBN 0789313715.
32. ↑  D'Angelo, Joe (2001-02-16). "Slipknot Working On Album As They Ponder Grammys, Touring". MTV.com. Arkiveret fra originalen 21. februar 2009. Hentet 2007-12-16.
33. ↑  "40 Greatest Metal Songs". VH1.com. Arkiveret fra originalen 26. juni 2013. Hentet 2008-04-22.
34. ↑  Adrien Begrand (2005-11-30). "Slipknot: 9.0 Live". PopMatters. Hentet 2008-05-15.
35. ↑  Ambrose, Joe (2001). Moshpit: The Violent World of Mosh Pit Culture. Omnibus Press. s. 130. ISBN 0711987440.
36. 1 2  "Search "Slipknot"". Hentet 2008-04-22.
37. ↑  "Search for: Slipknot". Canadian Recording Industry Association. Arkiveret fra originalen 11. januar 2016. Hentet 2008-02-07.
38. ↑  "Slipknot Certified Awards". British Phonographic Industry. 2000-08-18. Arkiveret fra originalen 5. juni 2008. Hentet 2008-02-10.
39. 1 2  Arno-pp sp. 159–61.
40. ↑  "Wrecking crew", Guitar, November 2001.
41. 1 2  "More Slipknot Reissue Details Revealed". Blabbermouth.net. 2009-27-22. Hentet 20089-07-22. {{cite news}}: Tjek datoværdier i: |access-date= og |date= (hjælp)
42. ↑  Roadrunner Records (2009-07-14). "Slipknot announce 10th Anniversary Edition of their infamous Self Titled debut". Arkiveret fra originalen 3. september 2009. Hentet 2009-07-14.
43. ↑  "SLIPKNOT TO RELEASE SPECIAL 10TH ANNIVERSARY DEBUT". Blabbermouth.net. 2009-07-26. Hentet 2009-07-27.